# Bulbophyllum longipetalum
Bulbophyllum longipetalum é uma espécie de orquídea (família Orchidaceae) pertencente ao gênero Bulbophyllum. Foi descrita por Guido Frederico João Pabst em 1964.